# 中國文化大學華岡博物館
華岡博物館，全稱中國文化大學華岡博物館（英語：Chinese Culture University Hwa Kang Museum），座落於中國文化大學陽明山校區內，創立於西元1971年（民國六十年），是中華民國第一所綜合型的大學博物館。現任館長為劉梅琴。
该館是台湾最早设立的大学博物馆。馆内藏有1949年后的大宗文人官员书画收藏，也藏有台湾文物、民间作品等。加之校内最早设立的艺术研究所及名师大家，使中國文化大學成为研究美术史的重要学府。馆内还藏有佛教神像及器皿等。

## 館史
- 1962年：中國文化大學創辦人張其昀提議「圖書館與博物館」並重的原則，而有創設博物館之議。
- 1963年：在大成館成立「中華文物陳列館」。
- 1965年：「中華文物陳列館」遷入大仁館，改為「文化博物館」。
- 1968年：文化博物館改名為「國際華學資料展覽館」。
- 1971年：「華岡博物館」在大義館6樓正式成立，為國內第一所大學綜合博物館。
- 1985年：中國文化大學董事長張鏡湖決定籌建新的博物館，與圖書館及資訊中心合併統一規劃為曉峰紀念館。
- 1998年：曉峰紀念館硬體建設正式完成。
- 1999年：3月1日正式啟用，館名沿用「華岡博物館」。

## 歷任館長
- 第一任：潘維和
- 第二任：趙振績
- 第三任：陳國寧
- 第四任：陳明湘
- 第五任：吳瑞秀
- 第六任：嵇若昕
- 第七任：吳瑞秀
- 第八任：劉梅琴

## 館藏介紹
館藏五萬餘件，包括近現代名家中西繪畫、書法、版畫、郎靜山攝影、歷代陶瓷、銅器、板橋林家文物、民俗文物及卑南文化玉石器等。

### 書畫
藏品包含書法及繪畫近五千件，包括王陽明、何紹基、吳昌碩、孫文、吳稚暉、于右任、任伯年、任預、溥心畬、張大千、黃君璧、趙少昂、王濟遠、曾后希、張書旂、趙春翔、林玉山、梁氏家族、歐豪年、李梅樹、陳慧坤、蔡蔭棠、馬白水、陳清汾、劉其偉、鄭世璠、李德、吳承硯、王藍、郭軔、陳銀輝等著名書畫家作品。

### 攝影
主要以郎靜山先生的集錦攝影為主，攝影中融入了中國繪畫中的「繪畫六法」技巧。

### 陶瓷
仰韶彩陶、戰國灰陶、南北朝釉陶、漢至宋代陶俑及唐三彩、原始青瓷、漢唐青瓷、宋青瓷、白瓷、元磁州窯瓷器、明清青花、青瓷、彩繪瓷、貿易瓷及近代瓷器等。

### 文物、版畫
清末民初古宅中之傢具、窗櫺、門楣、刺繡、版畫、農具、陶瓷器及寺廟中之木雕、剪黏、交趾陶、神像，及民俗版畫、少數民族文物、台灣原住民文物、臺東卑南出土的史前玉石器等數百件。

### 歐豪年美術中心
包括歐豪年水墨、書法作品，及與其他名家趙少昂、張大千、黃君璧、楊善深、江兆申、李奇茂、劉國松、內山雨海諸先生合作水墨畫，皆為1957至2003年間各時期的代表作。

## 外部連結
- 華岡博物館
- 華岡博物館的Facebook專頁